# Guerra angloturca (1807-1809)
La guerra angloturca es va lliurar entre el Regne Unit i l'Imperi Otomà entre 1806 i 1809, com a part de les més àmplies Guerres Napoleòniques.

## Antecedents
En l'estiu de 1806, durant la Guerra de la Tercera Coalició (de Gran Bretanya, Rússia, Prússia, Suècia), l'ambaixador general de Napoleó, el Comte Sebastiani aconseguí convèncer la Sublim Porta perquè cancel·lés tots els privilegis especials concedits a Rússia en 1805 i per obrir els estrets turcs (Dardanels) exclusivament als vaixells de guerra francesos. A canvi, Napoleó va prometre ajudar el sultà a suprimir una rebel·lió a Sèrbia i recuperar els territoris perduts otomans perduts territoris. Quan l'exèrcit rus va entrar a Moldàvia i Valàquia en 1806, els otomans van declarar la guerra a Rússia.
Durant l'Operació Dardanels al setembre de 1806, la Gran Bretanya va pressionar el sultà Selim III perquè expulsés Sebastiani, declarés la guerra a França, cedís els principats danubians a Rússia, i lliurés la flota otomana, juntament amb el forts en els Dardanels, a la Royal Navy. Els britànics creien que només podrien fer que Rússia es concentrés en l'Europa central contra els francesos seria donar un cop fort a l'Imperi Otomà.

## La guerra
Després del rebuig de Selim de l'ultimàtum, una esquadra britànica, sota les ordres del vicealmirall Sir John Thomas Duckworth, va entrar als Dardanels el 19 de febrer de 1807 i destruir una força naval dels otomans a Point Pesquies a l'estret i va ancorar al Mar de Màrmara. Però els turcs van erigir potents bateries i enfortiren les seves fortificacions amb l'ajuda del Comte Sebastiani i els enginyers francesos. Els vaixells de guerra britànics reberen diverses canonades i Duckworth es veié obligat a navegar de tornada a la Mediterrània el 3 març de 1807.
El 16 de març de 1807, 5.000 soldats britànics es van embarcar en l'Expedició a Alexandria de 1807 i van ocupar Alexandria a l'agost, tot i que el khediv Muhàmmad Alí Paixà els va derrotar seriosament i els va obligar a evacuar la ciutat cinc mesos més tard després d'un breu setge; No obstant això, Turquia va tenir una mica de suport militar de França a la guerra amb Rússia. I després de la conclusió de Napoleó de la Pau de Tilsit amb Rússia, l'Imperi Otomà es va veure obligat a signar la pau amb Gran Bretanya, que en aquest moment estava en guerra no només amb França, sinó també amb Rússia.

## Final de la guerra
El 5 de gener del 1809, a bord d'un vaixell britànic, se signava el Tractat dels Dardanels, amb la qual cosa es posava fi a la guerra a canvi de restaurar els privilegis en el comerç per als britànics a l'Imperi i protegir la integritat de l'Imperi Otomà contra l'amenaça francesa amb la seva Royal Navy i el subministrament d'armes a Istanbul. El tractat va afirmar el principi que cap vaixell de guerra de qualsevol poder hauria d'entrar als Estrets dels Dardanels i del Bòsfor.